# Rocky Balboa
Robert "Rocky" Balboa (Filadélfia, 6 de Julho de 1946) é um personagem fictício, que segue carreira profissional como boxeador. Seu personagem foi vivido e criado pelo ator Sylvester Stallone.

## História
O Rocky Balboa era um humilde lutador de bairro, que vivia de suas discretas lutas, no início de sua carreira segundo seu treinador Mickey, Rocky era um jovem promissor mas nunca se interessou realmente em evoluir, preferiu trabalhar para um agiota italiano chamado Tony Gazzo, com quem manteve uma certa amizade, Gazzo gostava de Rocky por ele ser descendente de italiano, ajudou Rocky dando US$ 500,00 para o seu treinamento, na primeira luta que fez com Apollo Creed. Rocky só se preocupa com a carreira após receber o convite para lutar pelo "Título Mundial de Pesos Pesados" contra o atual e invicto campeão Apollo Creed. Rocky foi casado com Adrian Pennino Balboa, vivida pela atriz Talia Shire. Tem como cunhado seu melhor amigo, o problemático Paulie Pennino interpretado pelo ator Burt Young. O fruto de seu único casamento gerou um filho, Robert "Rocky" Balboa, Jr.
Ficou mundialmente conhecido após lutar com o enorme Apollo Creed, que apesar da vitória, permitiu ao mundo conhecer a técnica e a força do lutador italiano.

## Cronologia
Assim que ganha o título de Apollo Creed, após uma revanche que ocorreu em novembro de 1976, Rocky defende o título 10 vezes, sagrando-se vitorioso em todas elas. Repentinamente, surge a ideia de se aposentar. Seu treinador, Mickey Goldmill, já não está tão bem de saúde, é quando Clubber Lang, um terrível adversário, o desafia para uma luta valendo o título. Rocky não pensa duas vezes e aceita a proposta. Mickey acaba o treinando, mas justamente na noite da luta, em uma discussão entre Lang e Balboa, Mickey acaba sendo empurrado pelo rival de Rocky, tendo assim um infarto, morrendo logo após o término da luta ao lado de Rocky. Rocky acaba perdendo a luta e o título, e sabendo disso, Apollo Creed, seu antigo rival, começa a treiná-lo, e o ajuda a retomar o título de campeão. A tática de esquiva foi aprovada por Rocky, e chegou muitas vezes a confundir o adversário, que foi levado com diretos jabs e socos fortíssimos no estômago, sendo que foi nocauteado no 3º Round da luta.
Depois de ganhar a luta e retomar o título, um capitão soviético visita os Estados Unidos, enquanto a União Soviética anuncia sua entrada oficial no boxe. Com o campeão olímpico em mãos, o governo soviético deseja realizar uma luta de exibição com o campeão mundial dos pesos pesados, Rocky Balboa. Sabendo disso, Creed vai conversar com Rocky, pois ele é quem quer acabar com o soviético primeiro. Rocky concorda e na noite da luta, ao som de James Brown, Ivan Drago, o soviético é provocado por Apollo que o trata como iniciante. Drago, enfim, mostra o que sabe, o que resulta na morte de Creed. Ao fim da luta, Apollo tem um choque anafilático e os jornalistas invadem o ringue. Drago apenas diz: "Se ele morrer, morreu".
Destinado a vingar-se, Rocky é impedido pelo conselho oficial de boxe de lutar contra Drago e vai para a Rússia treinar com Duke Evans, o antigo treinador de Apollo. Com treinamento improvisado, Rocky tem uma pesada "disciplina", e vence no último round por um belo nocaute. Depois de voltar para casa com seu cunhado Paulie, sua esposa Adrian e seu treinador Duke, Rocky se vê falido depois que seu contador rouba toda a sua fortuna.
É então, que ele decide treinar um jovem promissor, chamado Tommy Gunn, que depois de duros treinamentos conquista o título. Como o público acha que Rocky ainda é o campeão e que vivem dizendo que Tommy Gunn, é a sombra de seu mentor, seu empresário faz com que ele desafie Rocky para uma luta entre pupilo e mestre. Entretanto, a ira de Gunn minimiza o desafio a uma briga de rua. Rocky vence, e depois disso, sobe as escadarias com seu filho, e lhe dá a lendária gargantilha que ele possui.
Passados 16 anos depois do último confronto, Rocky já aposentado, é visto atualmente como um grande herói esquecido por muitos, mas lembrados por outros e um tanto amargurado pela perda de Adrian, que faleceu de câncer há três anos. Mesmo assim, começa a sair com uma antiga amiga, Marie. O atual campeão, Mason "The Line" Dixon, rejeitado pelo público, é visto como soberbo e pouquíssimo carismático, fazendo com que a crítica o denigra com diversas comparações. Até que em meio a tudo isso, a ESPN transmite um programa intitulado "Then vs Now", que faz a simulação de antigos pugilistas com os atuais. Até que em uma dessas simulações, um jovem Rocky Balboa luta com o atual campeão Mason Dixon. O computador diz que Rocky venceria no 13º round. Pouco demorou para que um imenso burburinho aliado a uma grande empolgação começasse ser gerado na imprensa. Atentos à imensa expectativa repercutida, os empresários de Dixon oferecem a oportunidade para o Balboa, que apesar de um pouco relutante, não rejeita o desafio do campeão. Rocky novamente começa a treinar.
Enquanto todos dizem que Rocky perderá facilmente a luta, seu filho se irrita com as ideias malucas do pai. Entretanto, após uma tensa conversa, Robert vai até o cemitério onde sua mãe está enterrada, e pede para ficar com o pai. A luta, exibida pela HBO em Las Vegas, Nevada, traz consigo uma impressionante agitação por parte da imprensa e dos fãs. No 1º Round, Rocky sofre muito e chega a acertar apenas 13 socos, contra 69 distribuídos por Dixon. Já no 2º Round, Dixon lesiona a mão, e Rocky aproveita a chance para acertá-lo repetidamente, causando um tremendo alvoroço. Em uma luta muito disputada Rocky acaba perdendo por pontos, mas liberta a sua fera, escondida no "porão". e mesmo perdendo, é considerado um verdadeiro campeão. Após uma emocionante saída do ringue, Rocky se despede do boxe para sempre, e visita pela última vez  Adrian.
Dez anos depois, Adonis Johnson Creed, filho de Apollo Creed, que morreu nas mãos do lutador Ivan Drago em 1985, vai em busca de Rocky Balboa na Filadélfia com a intenção de pedir-lhe para ser seu treinador e ajudá-lo no mundo do boxe, este é relutante, uma vez que já está totalmente aposentado do boxe e naquela época estava envolvido em administrar o seu próprio restaurante, mas depois de muita insistência de Adonis, decide treina-lo da mesma forma como Mickey fez em sua primeira luta contra Apollo Creed.

## Adversários
Rocky enfrentou os seguintes adversários:
- Spider Rico - Vitória por nocaute (Luta em novembro de 1975)
- Apollo Creed - Derrota decisão por pontos em janeiro de 1976; vitória por nocaute em novembro de 1976
- Thunderlips - Empate ("wrestling" em 1981)
- Clubber Lang - Derrota em 1981(quando Mickey morreu)e vitória por nocaute em 1982
- Ivan Drago - Vitória por nocaute (Luta em 1985)
- Tommy Gunn - Vitória (luta não oficial pois aconteceu fora dos ringues; Luta em 1990)
- Mason Dixon - Derrota por decisão de pontos (Luta em 2006)

## Títulos
Campeão Mundial dos Pesos Pesados (1976 e 1982)

## Estilo de Luta
Nos dois primeiros filmes da série, o estilo de Rocky é focado na sua resistência sobre humana e com isso cansar o oponente, para depois atacar com poderosos golpes no corpo, como seu técnico Mickey mesmo diz: "Ele ataca o corpo como ninguém, temos uma chance". Rocky não é um lutador muito habilidoso mas, sua resistência e força impressionante compensam essa deficiência. Após ser derrotado por Clubber Lang no terceiro filme da série, seu antigo rival, Apollo Creed, decide treiná-lo e ensina-o seu estilo dançante característico. Rocky domina o 1º round da luta sem dificuldades mas percebe que seus socos pouco estão afetando seu adversário e então decide cansá-lo, deixando-se acertar, esta estratégia não agrada nem um pouco a Creed que irrita-se e manda-o voltar ao estilo de esquiva. Rocky porém, volta a receber socos e quando já esta machucado e seu adversário encontra-se exausto, Balboa passa a esquivar-se rapidamente e com uma incrível sequência de socos nocauteia Lang e retoma seu título de campeão mundial. No 4º título da série, Balboa mantem um pouco do estilo dançante de Creed e isto ajuda-o a vencer o Russo Ivan Drago.

## Carreira
Rocky Balboa enfrentou temidos adversários durante toda a sua carreira fisicamente superiores e sofreu bastante para vencer a todos os desafios. E é exatamente a prova universal que o filme traz: "Acredite em si mesmo e você prosperará". Ao longo dos anos, o filme original tornou-se um dos maiores sucessos conquistados até hoje. A carreira do personagem mostra intensamente o desejo de sonhar e acreditar, que o coração pode sobrepor os punhos, criando uma sedutora perspectiva de perseverança. A Patada do Sul mais conhecido pela canhota forte, muitos adversários não gostavam de lutar contra os canhotos "Pata do Sul", Duke deixa isso claro quando ele diz a Apollo, "Não se meta com canhoto", Apollo o ignora, pois acho o apelido "Garanhão Italiano" perfeito para o que planejava. Seu Cartel foi de 81 lutas sendo 57 vitórias (54 por nocaute), 1 empate e 23 derrotas.

## Games
A história de Rocky teve até agora apenas quatro games lançados:
Rocky, para o já aposentado Master System da Sega, Rocky (Nintendo Game Boy Advanced), Rocky Legends (Playstation 2 da Sony, Nintendo Game Cube e Xbox da Microsoft) e outro com o nome do 6º filme da série "Rocky Balboa", produzido para PlayStation 2 e PSP (Ambos da Sony).